# Divertimento v B (Mozart)
Divertimento v B duru KV 137 je drugi od treh Mozartovih divertimentov za godalni orkester (ali godalni kvartet), ki  so nastali v začetku leta 1772. Divertimenti, ki jih imenujejo tudi male salzburške simfonije, se od ostalih Mozartovih simfonij razlikujejo po tem, da so napisani le za godala in da imajo tri stavke (manjka menuet). Šestnajstletni Mozart je bil med letoma 1768 in 1776 koncertni mojster v dvornem orkestru salzburškega nadškofa in divertimente je očitno napisal prav za ta ansambel. 
Divertimento v B-duru KV 137 se začne z nežnim počasnim stavkom. Umetelno izdelana notranja glasova kažeta, da je bil Andante namenjen manjši zasedbi. Sledi živahni Allegro di molto v obliki sonatnega stavka z miniaturno izpeljavo. V zadnjem stavku si je Mozart privoščil vrsto glasbenih posebnosti: premaknjeni poudarki, hitre pasaže, izmenjava izigranih in odstavljenih not ter pospešen tempo dajejo rustikalni plesni osnovi lahkoten značaj.